# Voyager Golden Record
Voyager Golden Record (Zlatna ploča ili Zlatni zapis) fonografski su zapisi koji su postavljeni na Voyager letjelice tijekom Voyager programa koje su lansirane 1977. godine. Sadrže zvukove i slike koje prikazuju raznolikost života i kulture na Zemlji i namijenjene su inteligentnom izvanzemaljskom životu ili ljudima u budućnosti koji će ih možda pronaći. Voyager 1 proći će unutar 1,6 svjetlosnih godina od zvijezde Gliese 445, trenutno u konstelaciji Camelopardalis, za otprilike 40,000 godina.
Carl Sagan rekao je: "Letjelica će se susresti i reproducirati samo ako postoji napredna civilizacija u međuzvjezdanom prostoru. Ali lansiranje ove boce u kosmički ocean govori nešto vrlo sretno o životu na planetu."

## Pozadina
Voyager 1 na svom je putu od Zemlje najudaljenija sonda koju je čovjek napravio. Voyager 1 stigao je u međuzvjezdani prostor, regiju između zvijezda gdje je prisutna galaktička plazma. NASA je lansirala međuzvjezdane sonde Voyager 1 i Voyager 2 s porukom napravljenom za izvanzemaljski oblik života koja priča priču o životu čovječanstva.
Ovo je poklon s malog, udaljenog planeta, znak naših zvukova, naših znanosti, naših slika, naših pjesama, naših misli i osjećaja. Mi pokušavamo preživjeti naše vrijeme tako da možemo živjeti u vašem.

— Predsjednik SAD-a Jimmy Carter 

## Reprodukcija
U gornjem lijevom kutu je crtež fonografskog zapisa i igle koja je u pravom položaju da reproducira zapis od početka. Zapisano oko nje binarnom aritmetikom je točno vrijeme jedne rotacije zapisa, 3.6 sekundi, izraženo u vremenskoj jedinici od 0.70ns (nano sekunde), vremenu povezanom s temeljnom tranzicijom vodikovog atoma. Crtež pokazuje, da zapis treba biti reproduciran od izvana prema unutra. Ispod toga je crtež s pogledom sa strane zapisa i igle, s binarnim brojem dajući vrijeme potrebno za reprodukciju jedne strane zapisa - oko jedan sat.
Informacija u gornjem desnom dijelu je dizajnirana da pokaže, kako bi slike bile konstruirane od dobivenoga signala. Gornji dio crteža prikazuje tipični signal koji bio nastao na početku slike. Slika je napravljena od ovih signala, što prati sliku kao seriju vertikalnih linija, slično analognom televizoru. Slika linije 1, 2 i 3 su zapisane u binarnom broju, i trajanje pojedine od slika je oko 8 milisekundi. Crtež odmah ispod prikazuje kako se ove crte moraju nacrtati okomito, s razmaknutim "preplitanjem", kako bi se dobila ispravna izvedba slike. Odmah ispod ovoga nalazi se crtež cijelog rastera slike, koji pokazuje da na cijeloj slici postoji 512 ({\displaystyle 2\exp _{9}}) okomitih linija. Odmah ispod, nalazi se replika prve slike na zapisu kako bi primatelji mogli provjeriti da li ispravno dekodiraju signale. Na ovoj je slici korišten krug kako bi se osiguralo da primatelji koriste točan omjer vodoravne i okomite visine u rekonstrukciji slike. Slike u boji bile su predstavljene s tri slike u nizu, po jedna za crvenu, zelenu i plavu komponentu slike. U svrhu kalibracije uključena je slika spektra sunca u boji.
Crtež u donjem lijevom kutu naslovnice je mapa pulsara, koja je prethodno poslana kao dio ploča na Pionirima 10 i 11. Prikazuje položaj Sunčevog sustava s obzirom na 14 pulsara čija su točna razdoblja navedena. Crtež koji sadrži dva kruga u donjem desnom kutu je crtež vodikovog atoma u njegova dva najniža stanja, s veznom crtom i znamenkom 1 koja označava da je vremenski interval povezan s prijelazom iz jednog stanja u drugo koristiti kao temeljna vremenska ljestvica, kako za vrijeme navedeno na naslovnici, tako i u dekodiranim slikama.

## Sadržaj

### Slike
- Žena u dućanu
- Fotografija Jupitera s naznačenim mjerilom promjera
- Ova slika prikazuje ljude koji ližu, jedu i piju kao načine hranjenja.
- Ovo je fotografija opservatorija Arecibo označena s naznakom mjerila.
- Ova slika je fotografija stranice 6 iz knjige Philosophiæ Naturalis Principia Mathematica Isaaca Newtona, svezak III, De mundi systemate (O sustavu svijeta).
- Ovo je fotografija Egipta, Crvenog mora, Sinajskog poluotoka i Nila iz Zemljine orbite označena kemijskim sastavom Zemljine atmosfere.

## Snimke na disku
- Contents of the Voyager Golden Record

Disk 1
| No. | Naziv | Duljina |
| --- | --- | ------- |
| 1.  | "Greeting from Kurt Waldheim, Secretary-General of the United Nations" | 0:44    |
| 2.  | "Greetings in 55 Languages" (by Various Artists) | 3:46    |
| 3.  | "United Nations Greetings/Whale Songs" (by Various Artists) | 4:04    |
| 4.  | "The Sounds of Earth" (by Various Artists) | 12:19   |
| 5.  | "Brandenburg Concerto No. 2 in F Major, BWV 1047: I. Allegro (Johann Sebastian Bach)" (by Munich Bach Orchestra/Karl Richter)                                                                   | 4:44    |
| 6.  | "Ketawang: Puspåwårnå (Kinds of Flowers)" (by Pura Paku Alaman Palace Orchestra/K.R.T. Wasitodipuro)                                                                                            | 4:47    |
| 7.  | "Cengunmé" (by Mahi musicians of Benin) | 2:11    |
| 8.  | "Alima Song" (by Mbuti of the Ituri Rainforest) | 1:01    |
| 9.  | "Barnumbirr (Morning Star) and Moikoi Song" (by Tom Djawa, Mudpo, and Waliparu, recorded by Sandra LeBrun Holmes)                                                                               | 1:29    |
| 10. | "El Cascabel (Lorenzo Barcelata)" (by Antonio Maciel and Los Aguilillas with Mariachi México de Pepe Villa/Rafael Carrión)                                                                      | 3:20    |
| 11. | "Johnny B. Goode" (by Chuck Berry) | 2:41    |
| 12. | "Mariuamangɨ" (by Pranis Pandang and Kumbui of the Nyaura Clan) | 1:25    |
| 13. | "Sokaku-Reibo (Depicting the Cranes in Their Nest)" (by Goro Yamaguchi) | 5:04    |
| 14. | "Partita for Violin Solo No. 3 in E Major, BWV 1006: III. Gavotte en Rondeau (Johann Sebastian Bach)" (by Arthur Grumiaux)                                                                      | 2:58    |
| 15. | "The Magic Flute (Die Zauberflöte), K. 620, Act II: Hell's Vengeance Boils in My Heart (Wolfgang Amadeus Mozart)" (by Edda Moser/Bavarian State Opera Orchestra and Chorus/Wolfgang Sawallisch) | 3:00    |
| 16. | "Chakrulo" (by Georgian State Merited Ensemble of Folk Song and Dance/Anzor Kavsadze) | 2:21    |

Disk 2
| No. | Naziv | Duljina |
| --- | --- | ------- |
| 1.  | "Roncadoras and Drums" (by Musicians from Ancash) | 0:55    |
| 2.  | "Melancholy Blues (Marty Bloom/Walter Melrose)" (by Louis Armstrong and His Hot Seven)                                                                                         | 3:06    |
| 3.  | "Muğam" (by Kamil Jalilov) | 2:35    |
| 4.  | "The Rite of Spring (Le Sacre du Printemps), Part II—The Sacrifice: VI. Sacrificial Dance (The Chosen One) (Igor Stravinsky)" (by Columbia Symphony Orchestra/Igor Stravinsky) | 4:38    |
| 5.  | "The Well-Tempered Clavier, Book II: Prelude and Fugue No. 1 in C Major, BWV 870 (Johann Sebastian Bach)" (by Glenn Gould)                                                     | 4:51    |
| 6.  | "Symphony No. 5 in C Minor, Opus 67: I. Allegro Con Brio (Ludwig van Beethoven)" (by Philharmonia Orchestra/Otto Klemperer)                                                    | 8:49    |
| 7.  | "Izlel e Delyu Haydutin" (by Valya Balkanska) | 5:04    |
| 8.  | "Navajo Night Chant, Yeibichai Dance" (Ambrose Roan Horse, Chester Roan, and Tom Roan)                                                                                         | 1:01    |
| 9.  | "The Fairie Round (Anthony Holborne)" (by Early Music Consort of London/David Munrow)                                                                                          | 1:19    |
| 10. | "Naranaratana Kookokoo (The Cry of the Megapode Bird)" (by Maniasinimae and Taumaetarau Chieftain Tribe of Oloha and Palasu'u Village Community)                               | 1:15    |
| 11. | "Wedding Song" (by young girl from Huancavelica, recorded by John Cohen) | 0:42    |
| 12. | "Liu Shui (Flowing Streams)" (by Guan Pinghu) | 7:36    |
| 13. | "Bhairavi: Jaat Kahan Ho" (by Kesarbai Kerkar) | 3:34    |
| 14. | "Dark Was the Night, Cold Was the Ground" (by Blind Willie Johnson) | 3:32    |
| 15. | "String Quartet No. 13 in B-flat Major, Opus 130: V. Cavatina (Ludwig van Beethoven)" (by Budapest String Quartet)                                                             | 6:41    |

## Vanjske poveznice
- znanostblog.com  Arhivirana inačica izvorne stranice od 7. srpnja 2019. (Wayback Machine)